# Marcusaedrilus capricornae
Marcusaedrilus capricornae är en ringmaskart. Marcusaedrilus capricornae ingår i släktet Marcusaedrilus och familjen glattmaskar. Inga underarter finns listade i Catalogue of Life.